# Mikhail Tukhachevsky
Mikhail Nikolayevich Tukhachevsky (em russo:  Михаи́л Никола́евич Тухаче́вский, transl. Mikhaíl Nikoláevich Tukhachévskiy; Alexandrovskoye, 16 de fevereiro de 1893 — Moscou, 12 de junho de 1937) foi um comandante militar soviético, marechal da União Soviética e chefe do Exército Vermelho. Foi apelidado de "Napoleão Vermelho".
Tukhachevsky foi um general soviético que se destacou como oficial e teórico militar entre 1918 e 1937. Mais tarde, foi um dos vários comandantes do Exército Vermelho acusado de colaborar com os nazistas durante o Grande Expurgo, e foi executado durante os Processos de Moscou de 1936-1938. Seria reabilitado em 1956.

## Carreira
Mikhail Tukhachevsky nasceu em 16 de fevereiro de 1893 na vila de Aleksandrovskoye (agora a aldeia de Slednevo na região de Smolensk da Rússia). Seu Pai - um nobre hereditário Smolensk empobrecido, Nikolai Nikolaevich Tukhachevsky (1866-1914), mãe - Mavra Petrovna Milokhova (1869-1941), uma camponesa Tukhachevsky era descendente do juiz judeu sefardita Pietro Liprandi, que fingiu ser um espanhol mourisco. Seus filhos eram os generais Pavel Petrovich Liprandi e Ivan Petrovich Liprandi . Sua filha, Ekaterina Petrovna Liprandi, casou-se com Alexander Nikolayevich Tukhachevsky e deu à luz Nikolai Nikolaevich Tukhachevsky. O filho do último foi Mikhail Nikolaevich Tukhachevsky Conhecido por Misha, foi um estudante brilhante e falava 4 idiomas, em 1911 ingressou no Corpo de Cadetes de  Moscou de Catarina II. Em 1914 participou da Primeira Guerra Mundial com o Regimento da Guarda Semenovsky. Em 1915 foi ferido e feito prisioneiro permanecendo em campo de concentração, onde empreendeu numerosas tentativas de fuga. Curiosamente neste mesmo campo esteve preso Charles de Gaulle. Na prisão, Tukhachevsky tocava seu violino e expunha crenças niilistas e antisemitas, chamando os judeus de "cães que espalham suas pulgas pelo mundo".
Envolvido em pleno processo revolucionário, ingressou no Partido Comunista em 1918, pouco depois de ser convocado por Trotski para o exército. Neste mesmo ano sofreu uma tragédia familiar, sua esposa se suicidou para salvá-lo, pois ela havia sido apanhada a roubar comida para a família. Casou-se pouco depois, o qual acabou fracassando devido a sua dedicação a carreira.
Teve uma ascensão meteórica, sendo que durante a Guerra Civil Russa, atraindo a atenção de Lenin pela extraordinária capacidade de manejar as unidades sob seu comando, sendo promovido a Comandante em Chefe da Frente Sul com apenas 26 anos. Três meses depois era comandante supremo do Front no Cáucaso.
Em 1924 começou  a tarefa de reorganizar o Exército Vermelho, contrariando a cúpula dominante que contava com o apoio de Stalin. Em 1928 era Chefe do Estado-Maior Geral, porém foi se afastando progressivamente, pois suas idéias chocavam-se frontalmente com as de Stalin. Suas origens e sua vasta cultura atuavam contra ele neste conturbado momento  de terror. Durante os anos seguintes vários de seus mentores e colegas foram sendo executados ou faleceram de forma conturbada. Assim nos últimos anos sua vida era um constante temor, pois tinha certeza que seus dias estavam contados.
Em 1935 foi nomeado Marechal da União Soviética, mas isto seria apenas o início de seu declínio. Fez uma série de viagens pela Europa e recebeu inúmeras transferências forçadas neste período. Em 26 de maio de 1937, foi preso e executado pouco tempo depois.

## Condenação
Acadêmicos como Dick Roberts alegam que na verdade Josef Stalin queria eliminar o maior número de rivais em potencial, principalmente do alto escalão do Exército. De acordo com Simon Sebag Montefiore, Stalin considerava Tukhachevsky como seu rival mais amargo e o apelidou de Napoleonchik (pequeno Napoleão). Após a ascensão de Stalin à liderança do partido em 1929, ele começou a receber denúncias de oficiais superiores que desaprovavam as teorias táticas de Tukhachevsky. Então, em 1930, o Diretório Político Conjunto do Estado forçou dois oficiais a testemunhar que Tukhachevsky estava planejando derrubar o Politburo por meio de um golpe de estado .
Pouco antes de sua prisão, Tukhachevsky foi dispensado do cargo de assistente do marechal Voroshilov e nomeado comandante militar do Distrito Militar do Volga. Pouco depois de partir para assumir seu novo comando, ele foi preso secretamente em 22 de maio de 1937 e levado de volta a Moscou em uma van da prisão.

## Julgamento
Após um julgamento secreto, conhecido como Processo da Organização Militar anti-soviética de Trotski, Tukhachevsky e mais oito outros comandantes militares foram condenados como agentes nazistas em 12 de junho de 1937 e imediatamente executados. Tukhachevsky foi morto pelo capitão da NKVD Vasili Blokhin. Não foi comunicado à família de que o Marechal Tukhachevsky havia sido preso e executado, sua filha soube da morte na escola quando os colegas começaram a questioná-la como filha de um traidor "fascista". Profundamente traumatizada, ela foi para casa e se enforcou. A viúva Tukhachevski foi presa pelo NKVD dias após o suicídio da garota, mais tarde ela seria deportada para os Montes Urais. Na verdade Tukhachevskaya Svetlana, única filha a não se enforcar, foi enviada para um orfanato especial para os filhos dos inimigos do povo. Ela foi presa em 1944 e condenada por um órgão extrajudicial do Conselho Especial do NKVD a cinco anos de Gulag. Ela morreu em 1982. Há um documentário de 2008 da televisão russa intitulado "Kremlin Children, sobre a vida de Tukhachevskaya Svetlana".

## Reabilitação póstuma
Marshal Tukhachevsky foi reabilitado pelo novo líder soviético Nikita Khrushchev, durante o 22º Congresso do partido em outubro de 1961.
Em 15 de Fevereiro de 1963, aconteceu uma modesta cerimônia na Academia Militar Frunze, em memória do  Marechal Tukhachevsky, este ato pretendeu de certa forma reabilitar de uma forma mais pública um dos mais magníficos oficiais expurgados por Stalin, durante os dramáticos anos que precederam a Segunda Guerra Mundial.